# 진도군의 향토문화유산
진도군의 향토문화유산은 문화재보호법에 의거 "문화재"로 정의된 것 중 국가지정문화재, 도지정문화재 및 문화재자료를 제외한 인위적, 자연적으로 형성된 향토적 유산으로서 역사적, 예술적, 학술적, 경과적 가치가 큰 것과 이에 준하는 고고학 자료 등을 말하며 그 유형은 다음 각 호와 같다.
1. 향토유형유산 : 건조물, 전적, 서적, 회화, 조각, 고고학자료, 성곽, 명승지, 동·식물자생지, 민속자료 등 유형의 문화적 소산으로서 향토문화 보존에 필요한 것
2. 향토무형유산 : 연극, 음악, 무용, 공예기술, 의식, 음식제조 등 무형의 문화적 소산으로서 향토문화보존에 필요한 것

## 지정 목록

### 유형유산
| 번호 | 그림 | 명칭                                            | 소재지                                     | 소유자 (관리자) | 지정일자         | 비고                             |
| ---- | ---- | ----------------------------------------------- | ------------------------------------------ | --------------- | ---------------- | -------------------------------- |
| 1호  |      | 오산선돌                                        | 진도군 고군면 오산리 501-1(묘역내)         |                 | 2001년 10월 30일 | [ 깨진 링크 ( 과거 내용 찾기 ) ] |
| 2호  |      | 옥대고인돌군                                    | 진도군 의신면 옥대리 821                   |                 | 2001년 10월 30일 | [ 깨진 링크 ( 과거 내용 찾기 ) ] |
| 3호  |      | 지력산 동백사지                                 | 진도군 지산면 와우리 산132                 |                 | 2001년 10월 30일 | [ 깨진 링크 ( 과거 내용 찾기 ) ] |
| 4호  |      | 삼별초 궁녀둠벙                                 | 진도군 의신면 돈지리 1029-11, 1029-12      |                 | 2001년 10월 30일 | [ 깨진 링크 ( 과거 내용 찾기 ) ] |
| 5호  |      | 이충무공 벽파진 전첩비 (李忠武公 碧波津 戰捷碑) | 진도군 고군면 벽파리 682-4                 |                 | 2001년 10월 30일 | [ 깨진 링크 ( 과거 내용 찾기 ) ] |
| 6호  |      | 고진도성                                        | 진도군 고군면 고성리 64 일원               |                 | 2012년 2월 29일  | ,                                |
| 7호  |      | 철마산성                                        | 진도군 군내면 월가리 산27 외 5필지         |                 | 2012년 2월 29일  | 보관됨 2017-08-15 - 웨이백 머신, |
| 8호  |      | 벽파정                                          | 진도군 고군면 벽파리 751                   |                 | 2012년 2월 29일  |                                  |
| 9호  |      | 강헌각                                          | 진도군 진도읍 동외리 969-1                 |                 | 2012년 2월 29일  |                                  |
| 10호 |      | 삼강비                                          | 진도군 진도읍 동외리 969-1                 |                 | 2012년 2월 29일  |                                  |
| 11호 |      | 박대형효자정려                                  | 진도군 군내면 월가리                       |                 | 2012년 2월 29일  |                                  |
| 12호 |      | 향현사                                          | 진도군 진도읍 성내리 9, 11-1               |                 | 2012년 2월 29일  |                                  |
| 13호 |      | 굴포연대                                        | 진도군 임회면 백동리 산4, 5                |                 | 2012년 2월 29일  |                                  |
| 14호 |      | 오봉산연대                                      | 진도군 임회면 상만리 산9-1 일원            |                 | 2012년 2월 29일  |                                  |
| 15호 |      | 첨찰산봉수                                      | 진도군 의신면 사천리 산1 일원              |                 | 2012년 2월 29일  | 보관됨 2017-08-15 - 웨이백 머신  |
| 16호 |      | 여귀산봉수                                      | 진도군 임회면 죽림리 산222 일원            |                 | 2012년 2월 29일  |                                  |
| 17호 |      | 금갑연대봉연대                                  | 진도군 의신면 금갑리 441-10, 441-11, 443-2 |                 | 2012년 2월 29일  |                                  |
| 18호 |      | 하조도 돈대봉돈대                               | 진도군 조도면 창유리 산375                 |                 | 2012년 2월 29일  |                                  |
| 19호 |      | 압구정터                                        | 진도군 군내면 정자리 108-6, 1051, 127      |                 | 2012년 2월 29일  |                                  |
| 20호 |      | 해원사터                                        | 진도군 군내면 둔전리 94-1, 356-2           |                 | 2012년 2월 29일  |                                  |
| 21호 |      | 한산사터                                        | 진도군 군내면 한사리 190                   |                 | 2012년 2월 29일  |                                  |
| 22호 |      | 해창각시당                                      | 진도군 진도읍 해창리                       |                 | 2012년 2월 29일  |                                  |
| 23호 |      | 정혜공 사우와 하마비                            | 진도군 임회면 송월리                       |                 | 2012년 2월 29일  |                                  |

### 무형유산
| 번호 | 그림 | 명칭               | 소재지                   | 보유자 (보유단체)      | 지정             | 비고 |
| ---- | ---- | ------------------ | ------------------------ | ---------------------- | ---------------- | ---- |
| 1호  |      | 진도아리랑         | 진도군 일원              |                        | 2001년 10월 30일 |      |
| 2호  |      | 의신대동놀이       | 진도군 의신면 돈지마을   |                        | 2001년 10월 30일 |      |
| 3호  |      | 야철장             | 진도군 임회면 석교리 245 | 기능보유자 한영섭      | 2001년 10월 30일 |      |
| 4호  |      | 서외 도깨비굿      | 진도군                   | 서외도깨비굿보존회     | 2018년 4월 18일  |      |
| 5호  |      | 고군 짓봉산 산타령 | 진도군                   | 진도민속예술보존회     | 2018년 4월 18일  |      |
| 6호  |      | 남한산성 도척놀이  | 진도군                   | 남한산성도척놀이보존회 | 2018년 4월 18일  |      |
| 7호  |      | 덕병마을 거릿제    | 진도군                   | 덕병리 마을회          | 2018년 4월 18일  |      |
| 8호  |      | 진도 짚풀공예      | 진도군                   | 옥주골공예연구회       | 2018년 4월 18일  |      |

## 참고 문헌
- 진도군 홈페이지 - 고시/공고
- 진도군보